# Мерясово
Меря́сово (рос. Мерясово, башк. Мерәҫ) — село (колишнє селище) у складі Баймацького району Башкортостану, Росія. Адміністративний центр Мерясовської сільської ради.
Населення — 655 осіб (2010; 738 в 2002).
Національний склад:
- башкири — 99%